# Klaus-Peter Koch
Klaus-Peter Koch (* 11. Dezember 1939 in Magdeburg) ist ein deutscher Musikwissenschaftler.

## Leben
Nach Schulbesuch und Klavier- und Violinunterricht bei verschiedenen Privatmusiklehrern und an der Volksmusikschule in Magdeburg absolvierte Klaus-Peter Koch eine Facharbeiterausbildung als Werkstoffprüfer in einem Magdeburger Schwermaschinenbau-Betrieb. Zwischen 1959 und 1970 war er nacheinander als Werkstoffprüfer, Berufsschullehrer und Lehrer in der Erwachsenenqualifizierung tätig.
Gleichzeitig absolvierte er von 1960 bis 1962 ein Fernstudium im Fach Komposition an der Hanns-Eisler-Hochschule für Musik in Berlin (bei Ruth Zechlin) und war von 1962 bis 1967 Gasthörer im Fach Musikwissenschaft an der Universität Halle (bei Walther Siegmund-Schultze, Siegfried Bimberg, Günter Fleischhauer und Bernd Baselt u. a.). Das Studium schloss er 1967 mit dem Diplom im Hauptfach Musikwissenschaft und Nebenfach Psychologie ab. Er wurde 1970 mit einer Dissertation „Der polnische Tanz in deutschen Sammlungen des 16. und 17. Jahrhunderts. Ein Beitrag zu den polnisch-deutschen Musikbeziehungen“ promoviert. Von 1973 bis 1992 war er als Musikwissenschaftler an der Universität Halle tätig (als unbefristeter Assistent, Oberassistent und seit 1983 als Dozent). Er  erwarb 1980 die Facultas Docendi und habilitierte 1982 als Dr. sc. phil. (1992 Umwandlung zum Dr. phil. habil.) mit einer Schrift „Beiträge zu einer Weltmusikgeschichte. Musikkulturen während der Urgesellschaft, der Periode der Herausbildung des Feudalismus und der Periode des entwickelten Feudalismus bis um 1600 in Gebieten des östlichen Mitteleuropa“.
Im Jahre 1992 wurde er zunächst Wissenschaftlicher Mitarbeiter und seit 1993 Direktor des Instituts für Deutsche Musik im Osten (IDMO) in Bergisch Gladbach. Das Institut leitete er bis 1998. Es schloss sich 1998 bis 2003 die Direktorentätigkeit am neu gegründeten Institut für deutsche Musikkultur im östlichen Europa (IME) in Bonn an. Zum Jahresende 2004 beendete er sein Berufsleben als Wissenschaftlicher Mitarbeiter im Forschungsprojekt Deutsche Musikkultur im östlichen Europa der Universität Bonn. Das Ministerium für Schule, Wissenschaft und Forschung des Landes Nordrhein-Westfalen verlieh ihm 2002 den Titel eines Professors.

## Musikwissenschaftliche Tätigkeit
Schwerpunkte von Kochs musikwissenschaftlichen Studien sind die Wechselbeziehungen zwischen den Musikkulturen osteuropäischer Völker und der deutschen Musikkultur sowie die mitteldeutsche Musikgeschichte, insbesondere des 17. und 18. Jahrhunderts; hinzu treten einzelne Beiträge zur Musikarchäologie und zur Instrumentenkunde. Bezüglich der mitteldeutschen Musikgeschichte legte er Arbeiten zu Valentin Haußmann, Samuel Scheidt und Heinrich Schütz, zu Reinhard Keiser, Georg Philipp Telemann und Georg Friedrich Händel vor.

## Publikationen (Auswahl)
- Die polnische und hanakische Musik in Telemanns Werk. Teil 1: Dokumentation, Magdeburg 1982 (= Magdeburger Telemann-Studien; 6), Teil 2: Begegnung und Umsetzung, Magdeburg 1985 (= Magdeburger Telemann-Studien; 8).
- Lautenbuch des Ioannes Arpinus (Jan Arpin). Facsimileausgabe nach dem handschriftlichen Codex Ms. 115.3 der Ratsschulbibliothek Zwickau, hrsg. und eingeleitet von Klaus-Peter Koch, Leipzig 1983.
- Französische Tänze und Arien für Laute. Facsimileausgabe nach der handschriftlichen Tabulatur Mus. saec. XVII-54 der Universitätsbibliothek Rostock, hrsg. und eingeleitet von Klaus-Peter Koch, Leipzig 1983.
- Reinhard Keiser (1674–1739). Leben und Werk, 2. vollständig veränderte Fassung, hrsg. vom Förderkreis ”Reinhard-Keiser-Gedenkstätte” e. V. Teuchern, Zeitz 1999 (1. Aufl. Teuchern 1989), ISBN 3-00-005645-9.
- Samuel-Scheidt-Werke-Verzeichnis (SSWV), hrsg. von Klaus-Peter Koch, Wiesbaden, Leipzig und Paris 2000 (1. Aufl. Halle 1989), ISBN 3-7651-0332-2.
- Herausgabe der Buchreihe „Deutsche Musik im Osten“ mit Helmut Loos und Hans-Jürgen Winterhoff, Bände 7 (St. Augustin 1996), 8 (1996), 9 (1997), 10 (1997), 11 (1997), 12 (1997).
- Herausgabe der Buchreihe „Edition IME, Reihe 1: Schriften“ mit Klaus Wolfgang Niemöller und Hans-Jürgen Winterhoff, Bände 1 (Sinzig 1999), 2 (1999), 3 (2000), 4 (2000), 5 (2001), 6 (2002), 7 (2002), 8 (2002), 9 (2002), 10 (2003), 11 (2003), 12 (2003).
- Herausgabe der Buchreihe „Arolser Beiträge zur Musikwissenschaft“ mit Friedhelm Brusniak, Bände 8 (2000), 9 (2000).
- Wissenschaftliche Projektleitung für das „Lexikon zur deutschen Musikkultur. Böhmen, Mähren, Sudetenschlesien“, hrsg. vom Sudetendeutschen Musikinstitut, 2 Bde., München 2000, ISBN 3-7844-2799-5.
- Herausgabe des Buches „Musikkultur und ethnische Vielfalt im Südosteuropa des 19. und 20. Jahrhunderts. Einflüsse deutscher Musik“ [Symposiumsbericht Sibiu 6. – 9. September 2003] mit Franz Metz, München 2007 (= Südosteuropäische Musikhefte; 8), ISBN 978-3-939041-11-5.
- Samuel-Scheidt-Kompendium, Beeskow 2012 (= ortus-studien; 9), ISBN 978-3-937788-20-3.
- Herausgabe der Buchreihe "Musikgeschichte in Mittel- und Osteuropa. Mitteilungen der internationalen Arbeitsgemeinschaft an der Universität Leipzig" mit Helmut Loos u. a., Hefte 17 (Leipzig 2016), 18 (2017), 19 (2017), 20 (2018), 21 (2019).

Hinzu treten zahlreiche Schriftbeiträge in Sammelpublikationen, Konferenzberichten, Lexika und Enzyklopädien.